# Vicente Valdés
Vicente Valdés Bascuñan (ca. 1866-Santiago, 30 de octubre de 1944) fue un agricultor y político chileno. Fue el primer alcalde de la comuna santiaguina de La Florida.

## Familia
Era hijo de Juan Miguel Valdés Aldunate y María de la Cruz Bascuñán Guerrero.
Contrajo matrimonio el 27 de agosto de 1896 con Perpetua Freire García de la Huerta, nieta del expresidente de la república Ramon Freire Serrano, con quien tuvieron 7 hijos. Su hijo Vicente Valdés Freire también fue alcalde de La Florida al igual que sus nietos Luis Matte Valdés y Gustavo Alessandri Valdés. En 1990 su bisnieto Gustavo Alessandri Balmaceda es elegido diputado por la misma comuna. Su bisnieto, Felipe Alessandri Vergara, fue alcalde de Santiago durante el periodo 2016 a 2021 y el hermano de éste Jorge Alessandri Vergara es Diputado por el Distrito 10, desde el año 2018. Su tataranieto Gustavo Alessandri Bascuñan fue electo en 2016 alcalde de la comuna de Zapallar en la Región de Valparaíso.

## Vida pública
Al crearse la comuna de La Florida, fue elegido como su primer alcalde el 6 de mayo de 1900. Fue reelecto en cinco oportunidades. Según la ley de la época, se elegía como autoridad entre los propietarios de la comuna. Posteriormente, fue reelecto entre 1903 y 1907 y entre 1915 y 1918. 
Falleció el 30 de octubre de 1944, debido a "arteriosclerosis cerebral y bronconeumonia", a los 78 años de edad.

## Homenajes
Actualmente una avenida de la comuna de La Florida lleva su nombre, la cual a su vez le dio nombre a la estación homónima en la Línea 4 del Metro de Santiago, estación común como estación terminal en la Línea 5.